# ميغيل كاليرو
ميغيل كاليرو (بالإسبانية: Miguel Calero)‏ (مواليد 14 أبريل 1971) هو لاعب كرة قدم. يلعب مع منتخب كولومبيا لكرة القدم. سبق له أن لعب في كأس العالم لكرة القدم مع منتخب بلاده.

## روابط خارجية
- ميغيل كاليرو على موقع الاتحاد الدولي (مؤرشف)  (الإنجليزية)
- ميغيل كاليرو على موقع قاعدة بيانات كرة القدم.إي يو (الإنجليزية)
- ميغيل كاليرو على موقع ناشيونال فوتبول تيمز (الإنجليزية)
- ميغيل كاليرو على موقع Soccerway.com (الإنجليزية)
- ميغيل كاليرو على موقع أوليمبيديا (الإنجليزية)